# Paweł Jóźwiak-Rodan
Paweł Jóźwiak-Rodan (ur. 6 października 1982) – polski pisarz, reżyser, scenarzysta i producent filmowy; syn Andrzeja Rodana.

## Życiorys
Jest absolwentem filmoznawstwa na Uniwersytecie Łódzkim, ukończył także reżyserię na Wydziale Radia i Telewizji Uniwersytetu Śląskiego. Jego filmy były wielokrotnie nagradzane na pokazach i festiwalach krajowych oraz zagranicznych.

## Twórczość filmowa
opracowano na podstawie Internetowej Bazy Filmu Polskiego
- 2005 – Hamlet (etiuda szkolna) – reżyseria, scenariusz[3]
- 2005 – Nasze miejsce (film krótkometrażowy) – reżyseria i scenariusz[4]
- 2005 – Wyścig (etiuda szkolna) – reżyseria i montaż
- 2006 – Z twarzy powinna bić dobroć (etiuda szkolna) – reżyseria
- 2006 – Itaka (etiuda szkolna) – reżyseria, scenariusz, kierownik produkcji
- 2008 – Mama, tata, Bóg i Szatan (etiuda szkolna) – reżyseria, scenariusz, zdjęcia, montaż
- 2010 – Osiem9 (etiuda szkolna) – reżyseria, scenariusz
- 2010 – Agnieszki tu nie ma (film dokumentalny) – reżyseria, scenariusz, zdjęcia
- 2011 – Operacja Jasnowidz (krótkometrażowy film fabularny) – reżyseria, scenariusz, montaż, animacja komputerowa, efekty specjalne, producent

## Nagrody i nominacje
opracowano na podstawie Internetowej Bazy Filmu Polskiego
Mama, tata, Bóg i Szatan
- nagroda specjalna firmy The Chimney Pot na Międzynarodowym Festiwalu Szkół Filmowych i Telewizyjnych „Mediaschool” w Łodzi (2009)
- II nagroda w kategorii: film krótkometrażowy na Międzynarodowym Festiwalu Filmów Dokumentalnych „Documenta Madrid” w Madrycie (2009)
- nagroda publiczności „Jańcio Wodnik” na Ogólnopolskim Festiwalu Sztuki Filmowej „Prowincjonalia” w Poznaniu (2009)
- nagroda publiczności na Międzynarodowym Festiwalu Filmowym „Off Cinema” w Poznaniu (2009)
- nagroda dla najlepszego polskiego filmu do 40 minut na Festiwalu Filmów Dokumentalnych „Tranzyt” w Poznaniu (2009)
- najlepszy studencki film dokumentalny na Festiwalu Filmów Optymistycznych Multimedia Happy End w Rzeszowie (2009)
- nagroda dla najlepszego filmu, nagroda za reżyserię oraz nagroda publiczności na Festiwalu Filmów Niezależnych „Bartoszki Film Festival” w Tarnobrzegu (2009)
- Grand Prix Europejskiego Tygodnia Filmowego OFF/ON w Warszawie (2009)
- Grand Prix – nagroda „Złoty Pagórek” na Festiwalu Kina Niezależnego „Filmowa Góra” w Zielonej Górze (2009)
- Brązowa KANewka na Festiwalu Kina Amatorskiego i Niezależnego (2009)[5]
- nagroda główna na Festiwalu Filmów o Rodzinie FOR w Łodzi (2010)
- najlepszy film dokumentalny na Ogólnopolskich Spotkaniach Filmowych „Kameralne Lato” w Radomiu (2010)
- nominacja do Niezależnego Konkursu Filmów Krótkometrażowych na festiwalu „Dwa Brzegi” w Kazimierzu Dolnym (2010)[5]
- Grand Prix i nagroda dla najlepszego filmu dokumentalnego na Rybnickich Prezentacjach Filmu Niezależnego REPEFENE w Rybniku (2010)
- wyróżnienie na Festiwalu Form Dokumentalnych „Nurt” w Kielcach (2011)
- wyróżnienie w kategorii: film szkolny na Festiwalu Kina Niezależnego „OFF jak gorąco” w Łodzi (2011)
- nominowany do Nagrody Polskiego Kina Niezależnego im. J. Machulskiego w kategorii „Najlepszy film dokumentalny” (2011)[5]

Osiem9
- nominowany do udziału w Konkursie Polskich Filmów Krótkometrażowych „Nowe Horyzonty” (2010)[6]
- Grand Prix i nagroda dla najlepszego filmu fabularnego w internetowym konkursie Muvish.Com Fest (2011)

Agnieszki tu nie ma
- Srebrny Zamek na Międzynarodowym Festiwalu Filmowym „Off Cinema” w Poznaniu (2011)
- nominowany do Złotego Lajkonika na Krakowskim Festiwalu Filmowym (2011)[7]
- nominowany do Nagrody Polskiego Kina Niezależnego im. J. Machulskiego w kategoriach: najlepszy reżyser, najlepszy montaż oraz najlepszy scenariusz (2011)[8]

## Twórczość literacka
- Polski horror, czyli o filmie grozy słów kilka (2008)[9][10]